# SimGear
SimGear è un gruppo di librerie, distribuite sotto licenza GNU LGPL, per simulazioni, computer grafica e programmazione di videogiochi. Gran parte del codice è stato scritto per supportare il progetto FlightGear. SimGear è progettato per essere portabile su un largo numero di piattaforme e compilatori.
Il software è incluso in alcune distribuzioni Linux, come Ubuntu, Debian (unstable) e Fedora.